# إليزابيت جيرتر
إليزابيت جيرتر Elisabeth Gerter «هو الاسم المستعار لإليزابيت إيجيرتر» (ولدت في في جوساو في مقاطعة سانت جالن السويسرية في يونيو 1895– ماتت في ريهن في مقاطعة بازلشتات في أغسطس 1955) هي أديبة وكاتبة روائية سويسرية. تميزت كتاباتها بالنقد الاجتماعي. وتعتبر من أهم الشخصيات النسائية الأدبية في الأدب السويسري.

## حياتها
ولدت إليزابيت ابنة لساعي بريد، وكانت الابنة السابعة بين عشر من الأبناء. وقد درست التمريض وعملت ممرضة في العديد من الأماكن في داخل سويسرا وخارجها.
وفي عام 1921 تزوجت إليزابيت بصانع الساعات كارل أوجوست ميللر, الذي عاشت معه في بيل وبروكسل وبازل.
وقد عملت بعض الوقت عاملة مساعدة في مصنع للساعات.
وبعد فشل هذا الزواج، تزوجت عام 1932 من الرسام والشيوعي كارل إيجيتر من بازل. وقد انضمت إلى الحزب الشيوعي واشتركت في نشاطات نقابية. ولكنها تحولت مع زوجها بعد ذلك إلى الحزب الاشتراكي الديمقراطي.
وبعد أن عملت صحفية لبعض الوقت، شجعها زوجها على تأليف أولى رواياتها، في عام 1934 تحت اسم مستعار هو «إليزابيت جيرتر»، والتي ضمنتها الكاتبة بعضا من ذكرياتها حين كانت ممرضة.
وبعد عام 1945 عملت إليزابيت بشكل أكبر في مجال الصحافة، وانضمت لى الحركة النسائية المطالبة بحق التصويت للنساء، وكذلك انضمت إلى اتحاد كتاب سويسرا.
وتوفيت إليزابيت جيرتر بعد معاناة طويلة مع مرض الورم الدماغي.

## أدبها
كتبت إليزابيت جيرتر الرواية والقصص القصيرة وكذلك التمثيليات الإذاعية. 
ولكن بعد موتها، طواها النسيان هي وأعمالها، وبالرغم من ذلك بنظر إليها اليوم، باعتبارها واحدة من أهم الشخصيات النسائية الأدبية في الأدب السويسري، في النصف الأول من القرن العشرين.
وكان النقد الاجتماعي لأوضاع المجتمع، من أهم الموضوعات التي تناولتها كتابات إليزابيت جيرتر.

## أعمالها
1. الأخت ليزا 1934
2. الصوت الغريب 1944
3. الباب الفضي 1945
4. السؤال الكبير 1953
5. لأنهم كانوا يعرفون الضوء 1955
6. ديينا 1957
7. باب القدر 1957
8. الكذبة الذهبية 1981

## مواقع خارجية
- Artikel Elisabeth Gerter von Charles Linsmayer
- Artikel Elisabeth Gerter im Lexikon der Deutschschweizer Autoren und Autorinnen von bibliomedia.ch
- Artikel Elisabeth Gerter im Historischen Lexikon der Schweiz von Regula Wyss
- Informationen zu Elisabeth Gerter und ihrem Buch Die Sticker[وصلة مكسورة]
- Informationen des Unionsverlags zu Elisabeth Gerter und ihrem Werk
- http://www.ub.unibas.ch/spez/bla/bla_gerter_elisabet.htm
- http://www.literaturport.de/index.php?id=33&no_cache=1&s_id=657